# Haliclona spinosella
Haliclona spinosella är en svampdjursart som först beskrevs av Thiele 1905.  Haliclona spinosella ingår i släktet Haliclona och familjen Chalinidae. Inga underarter finns listade i Catalogue of Life.